# Pastebin.com
Pastebin.com(페이스트빈닷컴)은 텍스트 파일 공유사이트이다. 익명으로 텍스트, 문서를 공유할 수 있으며, 주로 프로그래머들이 코드를 보관하고 공유하는데 사용하며 언어에 맞는 문법 하이라이팅 등의 기능을 지원한다. 그러나 어떤 내용의 텍스트이든 게시하는데 제한을 두지 않으며, 해킹을 통해 얻은 자료가 공유되는 일도 있다.

## 사건

### 우리민족끼리 회원 명단 공개
어나니머스가 우리민족끼리를 해킹한 후에 2013년 4월 2일과 4월 4일에 우리민족끼리 회원 명단을 공개했다.

### 소니 픽처스 해킹
소니 픽처스에서 '디 인터뷰'(The Interview)라는 영화를 개봉하려고하자 '평화의 수호자(Guardians of Peace, GOP)'라는 해커가 소니 픽처스를 해킹한 후에 '소니 직원들에게 보내는 메시지'라는 것을 공개했다.

### 한국수력원자력 해킹
'원전반대그룹'(Who am I)'에서 한국수력원자력을 해킹한 후에 원자력 발전소 관련 내부 주요 문서를 공개했다.

## 같이 보기
- 스니펫